# Jimmy Stevens
Jimmy Stevens, pełne imię Moli Jimmy Tubou Patuntun Stevens, zwany Mojżesz (ur. ok. 1922/1927, zm. 28 lutego 1994 w Fanafo) – vanuacki separatysta i polityk, który przyczynił się do powstania quasi-państwa Vemerana (1980) i był jego faktycznym premierem od 1 czerwca do 31 sierpnia 1980.
Należał do założycieli konserwatywnej partii Nagriamel, domagającej się niepodległości zachodniego Vanuatu. Wśród jej członków dominowała ludność Ni-Vanuatu i mniejszość francuskojęzyczna. Organizacja już w 1975 oróbowała ogłosić niezależność wyspy Tanna.
Na kilka tygodni przed ogłoszeniem przez Vanuatu niepodległości w maju 1980 Stevens wzniecił powstanie, w którym prymitywnie uzbrojeni zwolennicy zajęli strategiczne budynki na wyspie Espiritu Santo oraz pomniejszych sąsiednich wyspach. Ogłosili wówczas niezależność, a probrytyjskie Vanuatu prowadziło z nim tzw. wojnę kokosową. Państewko zostało rozbite siłami wojsk Papui-Nowej Gwinei w sierpniu 1980. W ich trakcie 30 sierpnia zginął syn Stevensa. Ostatecznie Jimmy Stevens poddał się wojskom i został skazany na 14 lat więzienia. Wyszło na jaw, że był finansowany przez libertariańską Phoenix Foundation, poszukującej ziemi do osiedlenia. W 1982 roku uciekł z więzienia, ale po 2 dniach schwytano go ponownie. Wyszedł na wolność 14 sierpnia 1991.
Miał mieszane pochodzenie. Według swoich słów miał kilkanaście żon i kilkadziesiąt dzieci. Zmarł na raka brzucha w 1994.